# Behemot

Behemot i Leviatan, un gravat de William Blake

El Behemot (en hebreu: בהמות, בְהֵמוֹת Behemot, B'hemot) és una criatura que apareix al Llibre de Job, a l'Antic Testament. És un animal herbívor de grans dimensions i força, que junt amb el Leviatan són presentats com els animals més poderosos de la creació.
L'origen de la paraula podria ser la forma plural de בהמה (bəhēmāh ("animal")). Podria tractar-se d'un cas de pluralis excellentiae, un recurs hebreu per expressar grandesa pluralitzant un nom, indicant així que el Behemot és el més gran dels animals.
De forma metafòrica, el nom s'ha fet servir per designar entitats extremadament grans o poderoses.
El text del Llibre de Job que hi fa referència (Job 40:15,24) és el següent:
Fixa't en el monstre behemot; igual que tu és criatura meva; menja l'herba com el bou.
Quina força té als lloms, quin vigor en els músculs del seu ventre!
Alça la cua estesa, com un cedre, té els nervis de les cuixes ben trenats.
Els seus ossos són canons de bronze, i ferro forjat les costelles.
És l'obra mestra de Déu, i només jo, que l'he fet, el domino.
Les muntanyes li forneixen la pastura, els animals feréstecs juguen al seu voltant.
S'alça dins els lotus espinosos i s'amaga als canyissars dels aiguamolls.
Els lotus espinosos li fan ombra i l'envolten els salzes del torrent.
Si la riuada l'envesteix, no s'hi amoïna, no es mou ni amb l'aigua fins al musell.
Però algú se li enfrontarà i el capturarà, li travessarà els narius amb uns argolla!

## Descripció

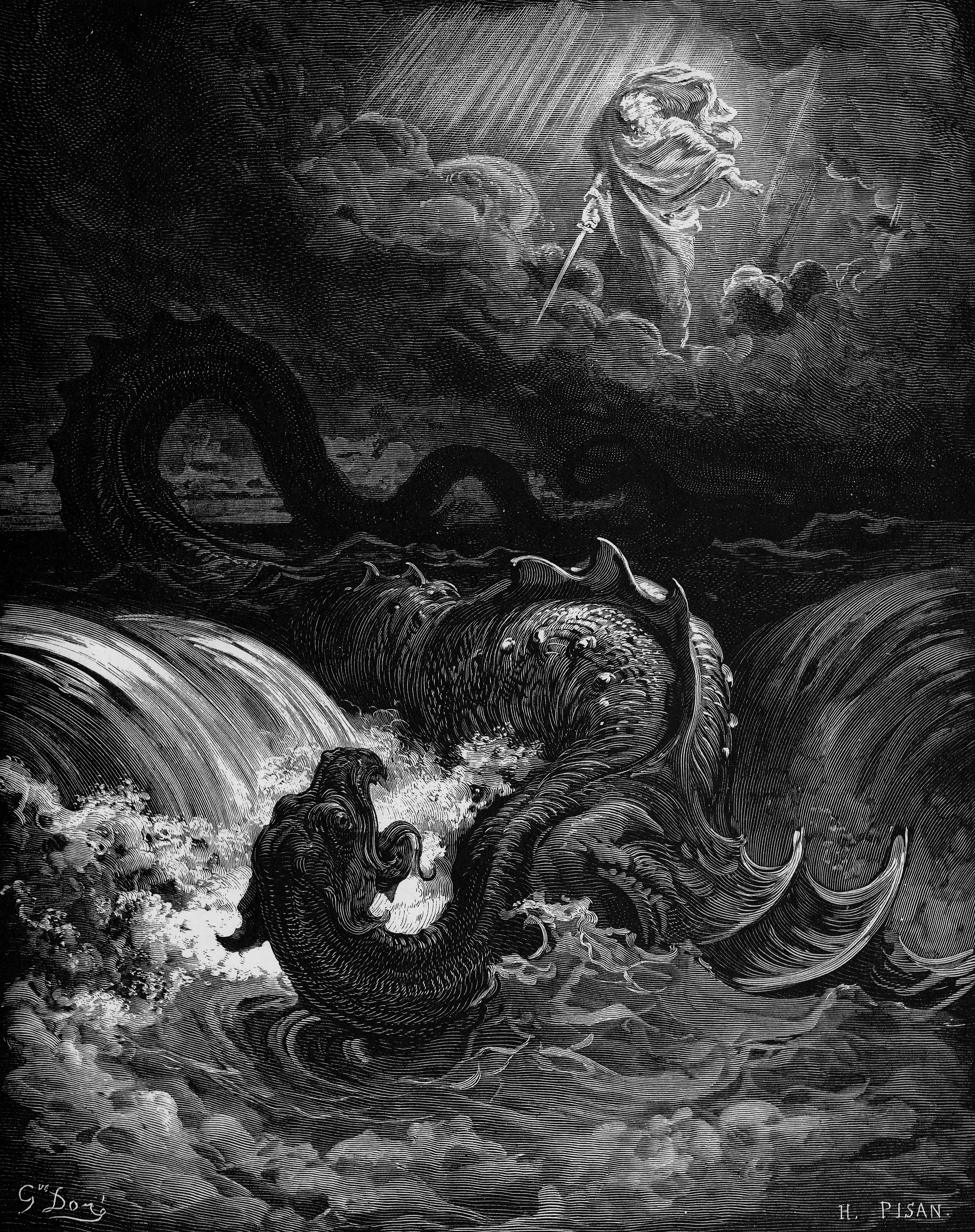
Destrucció del leviatan. Gravat de Gustave Doré de 1865.

El Job 40:15–24 descriu behemot, i després el monstre marí leviatan, per demostrar a Job la inutilitat de qüestionar a Déu, l'únic que ha creat aquests éssers i l'únic que pot capturar-los. Totes dues bèsties són monstres del caos destruïts per la deïtat en el moment de la creació, tot i que un conflicte d'aquest tipus no es troba a la narració de la creació al Gènesi.
El leviatan s'identifica en sentit figurat tant amb el mar primitiu (Job 3:8, Psalms 74:13) i en la literatura apocalíptica - que descriu la fi dels temps - com l'adversari, el diable, des d'abans de la creació, que finalment serà derrotat. En els discursos divins a Job, el behemot i el leviatan poden tant ser vistos com a criatures mítiques amb enorme força, les quals els éssers humans com Job no podien esperar controlar. Però tots dos es veuen reduïts a la condició d'animals divins, amb el behemot amb anelles a través del nariu i el Leviatan lligat amb una corretja.

## Escrits jueus posteriors

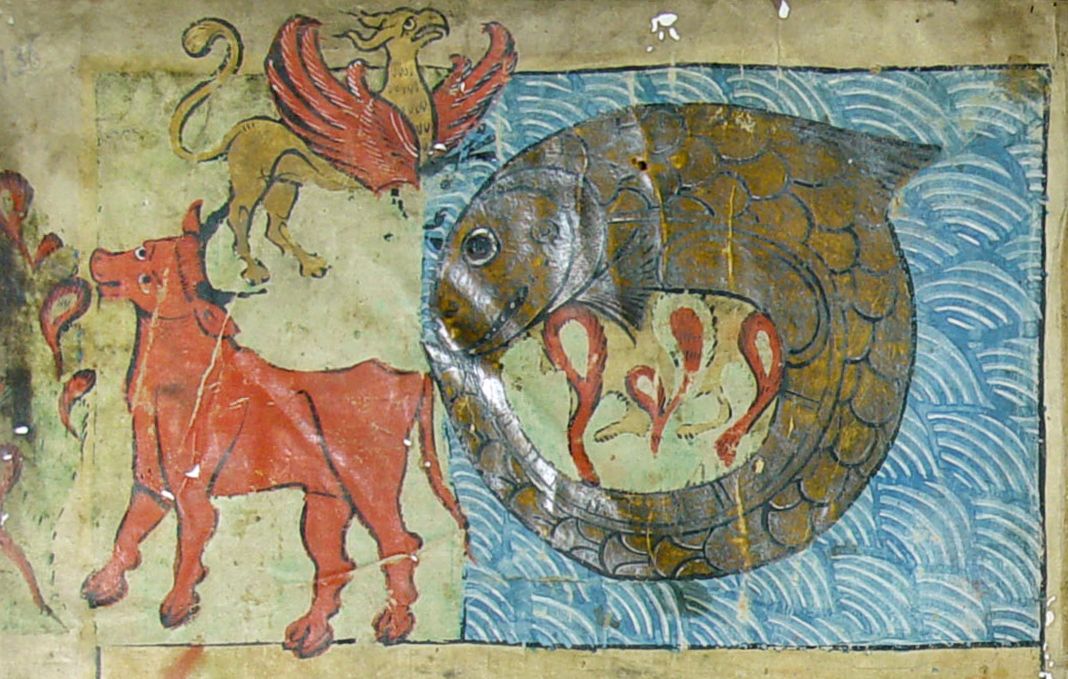
Behemot (esquerra), Ziz i Leviatan. Imatge d'una bíblia de 1238

En apòcrifs i pseudoepígrafs jueus com el Llibre d'Enoc del segle ii aC, Behemot és el monstre invencible primordial de la terra, com Leviatan és el monstre primordial de les aigües de la mar i Ziz és el monstre primordial del cel. D'acord amb aquest text Leviatan viu a l'Abisme, mentre que -el monstre de terra- Behemot viu en un desert invisible a l'est de la Jardí de l'Edèn (1 Enoc 60:7–8). Una llegenda rabínica jueva descriu una gran batalla que tindrà lloc entre ells al final dels temps: "...s'embrancaran i barallaran entre ells, amb els corns el Behemoth envestirà amb força, el peix [Leviatan] saltarà a la seua trobada amb les seues aletes, amb potència. El seu creador s'acostarà a ells amb la seua poderosa espasa [i els matarà a tots dos]." Llavors, "de la bella pell del Leviatan, Déu construirà marquesines per a albergar els justos, que menjaran la carn del Behemot i el Leviatan enmig de gran alegria i goig." (Artscroll siddur, p. 719).
Al Hagadà, la força del behemot assoleix el seu cim en el solstici d'estiu de cada any solar (al voltant del 21 de juny). En esta època de l'any, behemot deixa escapar un rugit fort que fa que tots els animals tremolen de por i, per tant, els fa menys ferotges durant tot un any. Com a resultat, els animals febles acaben vivint en condicions de seguretat lluny de l'abast dels animals salvatges depredadors. Aquest fenomen mític es mostra com un exemple de la misericòrdia i la bondat divina. Sense el rugit de Behemot, les tradicions narren, que animals creixerien més salvatges i ferotges i, per tant, es matarien entre si i als éssers humans.

## Representació
Al Llibre de Job, tant el Leviatan com el Behemot, són descrits acompanyat d'altres animals com àguiles, cabres, o falcons. Des del segle xvii ha hagut molts intents d'identificar el behemot. Per això, sovint s'ha plantejat l'existència real d'aquests dos animals. Així com el Leviatan s'ha acostumat a associar amb el cocodril, l'equiparació més usual del behemot és l'hipopòtam, tot i que també s'ha defensat el búfal d'aigua, el rinoceront o l'elefant. La referència a la «cua» de behemot que "es mou com un cedre" representa un problema per la majoria d'aquestes interpretacions, ja que no pot ser fàcilment identificat amb la cua de cap animal. Addicionalment, la comparació amb el cedre fa pensar amb un animal d'enormes proporcions.
El biòleg Michael Bright suggereix que la referència a l'arbre de cedre en realitat es refereix a la forma similar a un raspall de les seues branques, que s'assemblen a les cues dels moderns elefants i hipopòtams. Alguns han identificat el cedre com una trompa d'elefant, però en canvi podria referir-se al fal·lus de behemot, ja que la paraula hebrea per "moure" també pot significar "estendre", i la segona part del vers parla del tendó al voltant de les seues "pedres". La Vulgata sembla donar viabilitat a esta interpretació gràcies l'ús de la paraula "testiculorum". Els oradors russos van utilitzar el cognat бегемот (begemot) per a referir-se als hipopòtams en el tercer quart del segle xviii. (Russòfons més antics utilitzaven el nom гиппопотам (gippopotam).)
Una altra opinió veu el behemot com un producte de la imaginació de l'autor de Job, un símbol del poder de Déu: en el vers 24 que es descriu com tenint un anell ("trampa") a través del nas, un senyal que ha estat domesticat per Jehovà.